# حول (إله)

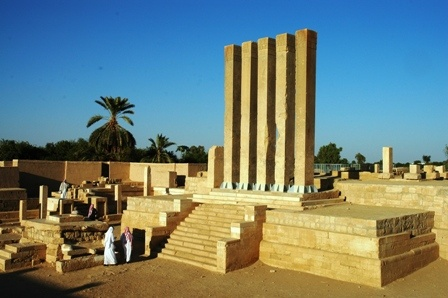
احد الاثار القديمة في دولة اليمن العربية

حَوْل (خط المسند: 𐩢𐩥𐩡) هو إله (والبعض يراه إلهة مؤنثة) كان يُعبد في مملكة حضرموت القديمة قبل الإسلام، ويحل في المرتبة الثانية بعد الإله القمري سيان. يقارنه والتر مولر بطائر العنقاء الأسطوري المسمى في سفر أيوب "حول"، بوصفه أسطورة عربية جنوبية وصلت إلى التوراة، وتبدو للإله حول بقايا في أهازيج شعبية في حضرموت المعاصرة، متعلقة بالمطر والسيول.